# 브레이크코어
브레이크코어(Breakcore)는 1990년대 중후반 정글, 하드코어, 드럼 앤 베이스에서 등장한 일렉트로닉 댄스 음악의 한 장르이다. 매우 복잡하고 복잡한 브레이크비트와 높은 템포로 재생되는 다양한 샘플링 소스가 특징이다.

## 역사

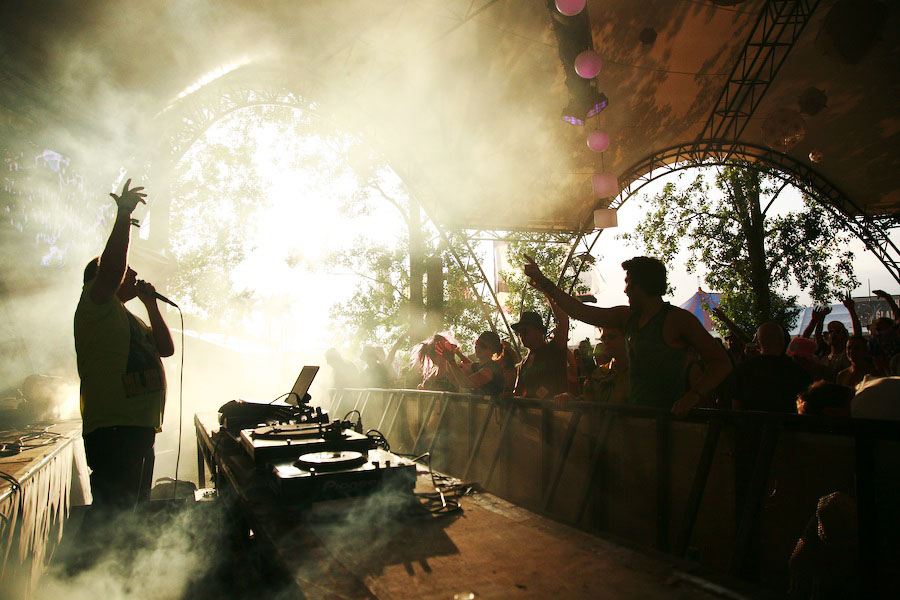
미국의 브레이크코어 DJ Donna Summer가 영국 Glastonbury Festival에서 라이브 공연을 하고 있다.

하드코어 테크노나 하드코어의 초기 버전이 유럽에 정착하기 시작하면서 장르로서의 브레이크코어가 세계의 다른 지역에서 보다 구체적인 형태를 취하기 시작했다. 미국 밀워키의 Addict, 프랑스 렌에서 온 Peace Off, 이탈리아 볼로냐의 Sonic Belligeranza, 그리고 런던의 Planet Mu와 같은 새로운 레이블은 하드코어 사운드에 매시업과 IDM 등의 더 많은 요소를 추가하면서 새로운 형태를 취하여 영감을 얻었다. 이 레이블 각각은 자신의 사회적, 미적 장면을 음악에 끌어들이기 시작하여 음악에서 가능한 것에 대한 더 넓은 정의를 허용했다.
유럽에서 Breakcore 장르는 UndaCova 및 Sickboy와 같은 지역 공연을 특징으로 하는 벨기에의 Breakcore Gives Me Wood와 같은 클럽 행사와 열광적인 찬사를 통해 확고해졌다. FFF와 Bong-Ra가 운영하는 네덜란드의 Breakcore A Go Go, 그리고 베를린의 Anticartel, Rennes, PeaceOff, 그리고 나중에는 Wasted, 런던의 Bangface 등도 영향을 주었다.
Breakcore는 변경 및 분기될 수 있다. 많은 새로운 브레이크코어 아티스트(예: Mochipet 등)는 멜로디 진행과 복잡한 드럼 프로그래밍에 중점을 두는 반면 다른 아티스트는 여전히 왜곡된 하드코어 브레이크비트와 어두운 가장자리의 음악적 영향(예: 헤비메탈 및 인더스트리얼)에 중점을 둔다. 아티스트 Venetian Snares는 클래식 음악의 요소가 혼합된 브레이크코어를 제작했다. Shitmat, Sickboy, DJ Scotch Egg, Drop Lime과 같은 다른 아티스트들은 매시업, 해피 하드코어, 더 가볍고 유머러스한 사운드를 만들기 위해 열광하는 또 다른 방향으로 나아가고 있다. 칩튠 음악의 부상은 또한 Tarmvred와 같은 아티스트와 함께 브레이크코어와 혼합되었다. 영국의 free party는 또한 Life4land, Hekate, Headfuk, Bad Sekta와 같은 크루와 레이블이 장면과 사운드를 발전시키는 데 도움을 주며 breakcore에 대한 자체 테이크를 제작 및 배포하는 데 큰 관심을 표명했다. Breakcore는 꾸준히 인기를 얻고 있으며, 아티스트 지망생은 인터넷에 흩어져 있다.
Breakcore: Peer-to-Peer에서의 정체성과 상호작용에서 사회학자 Andrew Whelan은 Venetian Snares가 "브레이크코어와 동의어가 되어 대안적인 스타일이 배제되고 있다"고 말한다. 그는 브레이크코어가 본질적으로 온라인 및 P2P 배포와 연결되어 있는 음악 장르의 가장 좋은 예라고 덧붙인다.

## 특징
breakcore의 가장 뚜렷한 특징은 높은 BPM에서 Amen break와 기타 클래식 정글 및 힙합 브레이크의 조작을 기반으로 하는 드럼 작업이다. 이를 달성하기 위해 적용되는 기술은 뮤지션마다 다르며, 일부는 브레이크를 잘라내고 재정렬하는 것을 선호하는 반면, 다른 일부는 단순히 디스토션 및 루프 브레이크를 사용하거나 딜레이 및 코러스와 같은 다양한 효과를 적용하여 브레이크의 음색을 변경한다.
선율적으로 breakcore를 정의하는 것은 없다. 애시드 베이스 라인, Hoovers 및 Reese 베이스와 같은 고전적인 레이브 사운드가 일반적이지만 breakcore는 리듬 섹션의 광란적이고 빠르게 진행되는 특성을 수용하기 위해 음악 스펙트럼 전체에서 사운드를 샘플링하는 것으로 주로 알려져 있다. 세기가 바뀌면서 점점 더 많은 브레이크코어 뮤지션들이 전통적인 합성 기법을 사용하여 정교한 멜로디와 하모니를 작곡하기 시작했다. Istari Lasterfahrer, Hecate, Benn Jordan, Ruby My Dear, Quatros, Venetian Snares, Drumcorps, Igorrr와 같이 녹음된 라이브 악기를 음악에 사용하는 음악가가 점점 늘어나고 있다.
The New York Times의 Simon Reynolds에 따르면 "DJ/Rupture 및 Teamshadetek과 같은 아티스트가 공급한 브레이크코어 음악은 요란한 베이스 라인, 경쾌한 비트 및 거친 래거 보컬(Ragga vocal)을 결합하여 자메이카 사운드 시스템 파티의 'bashment'한 분위기를 위한 대리 홈 리스닝을 만든다. Knifehandchop, Kid 606, Soundmurderer와 같은 브레이크코어 장르의 다른 사람들은 레이브의 초기 시절을 떠올리게 한다. 그들의 음악은 거대한 군중이 추상적인 소음과 경련적인 리듬의 공세에 팔다리를 휘두르던 시대의 격렬한 열정을 불러일으킨다. 테크노 음악이 오늘날과 같은 감정가 엘리트가 아닌 대중 전위를 위해 만들어졌던 시대의 신랄한 청각적 신기루이다."

### 래거 코어
래거 코어(Raggacore)는 래거와 댄스홀 리듬과 보컬이 특징인 breakcore 보다 다소 앞선 래거 정글에서 파생된 음악 스타일이다. 그 뿌리는 혼란스럽고 복잡하게 재배열된 브레이크 비트와 함께 래거와 댄스홀 보컬을 믹스한 최초의 프로듀서 중 한 명인 정글 프로듀서 Remarc로 거슬러 올라갈 수 있다. 소수의 프로듀서만이 주로 이 스타일로 작업하지만, 여전히 브레이크코어 팬들 사이에서 상당한 추종자들을 보유하고 있다. 이 스타일의 주목할만한 예로는 Aaron Spectre, Bong-Ra,  Cardopusher, Enduser, FFF, LFO Demon, Renard Queenston(Emma Essex), Lemon Drizlay Crew, Ruby my Dear, Istari Lasterfahrer, Shitmat, Venetian Snares, Life4Land 크루의 Stivs가 있다.

## 영향
런던에서 DJ Scud는 1997년 동료 프로듀서 Aphasic과 함께 Ambush Records를 공동 설립하여 노이즈 지향적인 하드코어 드럼 앤 베이스에 집중했다. Ambush에서 나온 일부 아티스트는 Christoph Fringeli, Slepcy, The Panacea, Noize Creator이다. "'Total Destruction'과 같은 Scud 및 Nomex 트랙은 대부분의 breakcore 사운드, hyperkinetic, post-jungle break, 피드백, 소음 및 자메이카 요소의 높은 bpm 매시업에 대한 청사진을 만드는 데 도움이 되었다. 가장 광범위한 음악적 스펙트럼(힙합, 록, 인더스트리얼, 팝 등)에서 추출한 샘플링에 대한 태도이다."
동시에 호주 뉴캐슬에 본사를 둔 블러디 피스트 레코드는 하드코어, 개버, 인더스트리얼, 노이즈 등 많은 음반을 발매했다. 일생 동안 Bloody Fist에 서명한 아티스트로는 Syndicate, Xylocaine, Epsilon, Nasenbluten이 있다. 1997년 레이블 설립자인 마크 뉴랜즈(Mark Newlands)는 “불편함은 텔레비전, 라디오, 매스미디어 등을 통해 사람들에게 강요되는 주류와 대중문화에 대한 반응에서 오는 것이기도 하다. 그게 불을 붙이기도 하고 공격성과 불편함을 유지시켜주는 것 같다"고 했다. Newlands는 그들의 음악을 " cut'n'paste 정신"과 산업 환경의 산물이라고 설명했다. 그녀의 Experimental Music에서 Gail Priest는 브레이크코어 장르에 대한 기여와 1990년대 발전에 박차를 가한 것으로 전 세계적으로 인정받은 레이블을 인정한다. Bloody Fist 사운드는 분당 높은 비트와 "극단적이고 두꺼운 로우파이 텍스처"가 추가된 노이즈 장르에서 핵심이 되었다. 예를 들어 Nasenbluten의 1996년 Fuck Anna Wood는 논쟁의 여지가 있는 홍보 오디오 샘플을 초기 하드 코어 비트 위에 대화로 콜라주하여 이러한 스타일을 잘 보여준다.
1994년에 결성된 Digital hardcore Recordings는 Alec Empire, Shizuo, Atari Teenage Riot, EC8OR, Bomb20과 같은 아티스트의 음악을 출시하여 브레이크코어 사운드를 형성했다. 이 레이블은 또한 Breakcore를 위해 동시에 개발된 장르인 디지털 하드코어를 담당한다. Alec Empire 앨범 The Destroyer는 종종 첫 번째 브레이크코어 앨범으로 유명하다.

## 분포
단편화로 인해 breakcore는 지리적 위치에 중심을 두지 않고 서로 다른 그룹으로 흩어져 있다. 아마도 breakcore의 "목소리"를 들을 수 있는 곳은 인터넷과 다양한 온라인 포럼, C8 및 Widerstand(Eiterherd의 웹사이트, 현재는 없어짐)와 같은 곳일 것이다.
장르 전체가 여전히 빠르게 발전하고 성장하고 있기 때문에 음악 자체는 대부분 P2P를 통해 다운로드되고 인터넷 포럼에서 논의된다. Breakcore의 초창기는 일부 도시에 기반을 두었지만 현재 장르에는 지리적 중심이 없다. 음악 자체는 함께 혼합된 다양한 음악 스타일과 영향을 통합함으로써 미디어 확산 자체의 다양성을 반영하는 경향이 있다. 상대적으로 작은 장르로 남아 있지만 1990년대 웹 붐 이전의 규모와 비교하면 계속해서 크게 성장하고 있다.

## 반응
Vice 매거진은 이 장르를 관타나모만 수용소의 심문에서 사용된 음악 유형과 비교했다. 이 잡지는 Venetian Snares를 장르의 하이라이트로 칭찬했다.

## 같이 보기
- 디지털 하드코어